# Phrixi Rupes
La Phrixi Rupes è una struttura geologica della superficie di Marte.